# Paradoxostoma novaecaledoniae
Paradoxostoma novaecaledoniae is een mosselkreeftjessoort uit de familie van de Paradoxostomatidae. De wetenschappelijke naam van de soort is voor het eerst geldig gepubliceerd in 1890 door Brady.